# Fanny Hjelm
Fanny Elisabeth Wilhelmina Hjelm, född den 6 november 1858 i Lindesberg, död den 6 oktober 1944, var en svensk bildkonstnär.
Hon studerade vid Slöjdskolan (nuvarande Konstfack) och sedan på Konstakademien i Stockholm 1878–1884. Hon har målat blomsterstilleben och miniatyrporträtt, ofta på elfenben. Bland annat av Kungliga familjens medlemmar. Hjelm är representerad vid bland annat Nationalmuseum och Skoklosters slott. Hon är begravd på Norra begravningsplatsen utanför Stockholm.

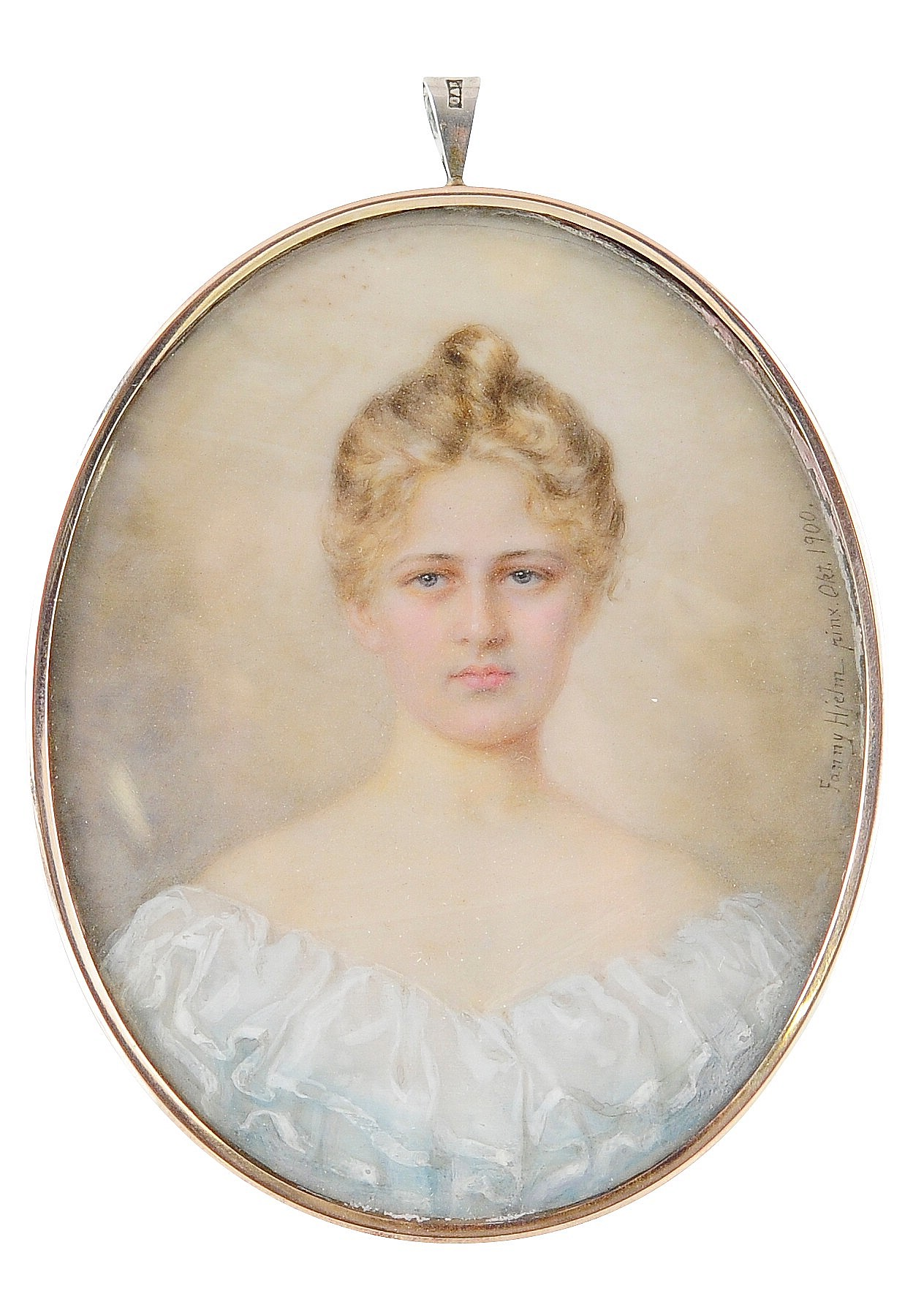
porträtt av Margot Rodatz, (1900).
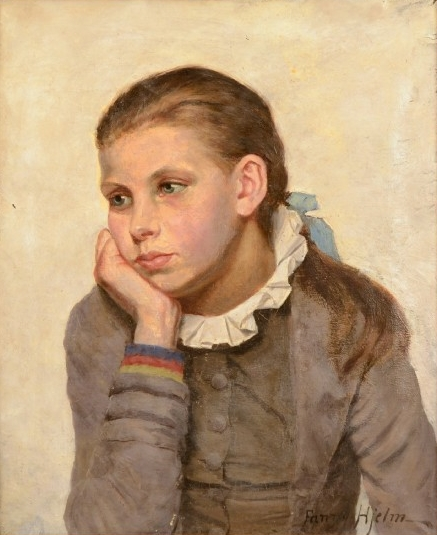
Flicka i tankar.
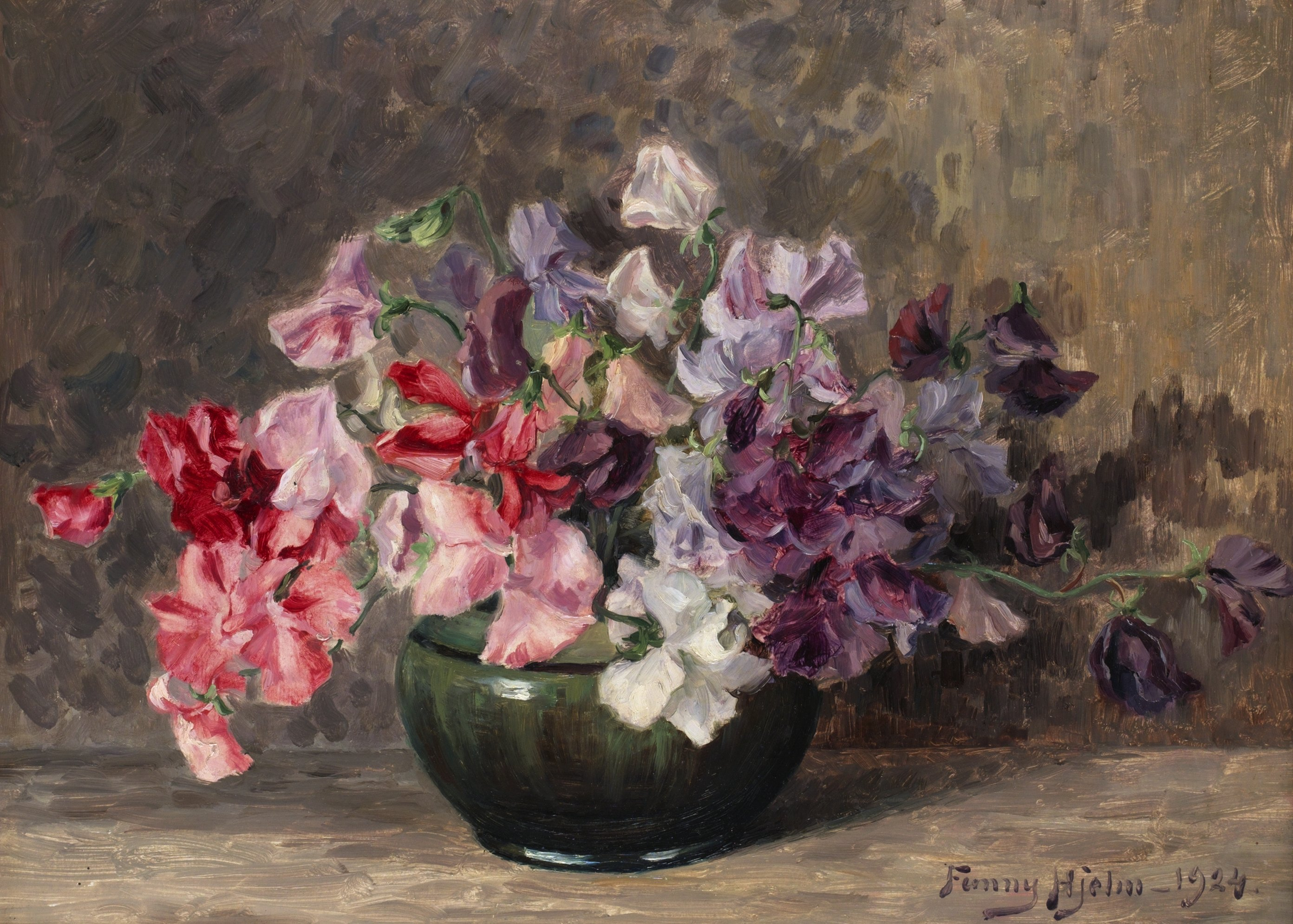
Stilleben med blommor, (1924).
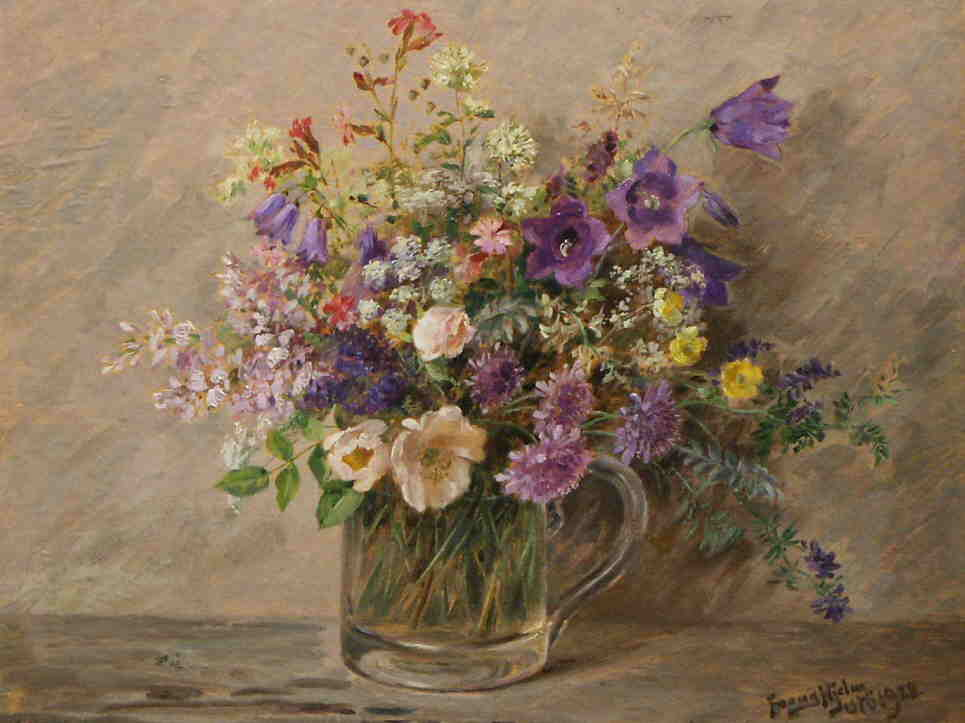
Sommarblommor, (1928).